# 泰托沃市镇

泰托沃市镇在北马其顿的位置

泰托沃市镇是北馬其頓共和國的一個市镇，行政中心为泰托沃，属于波洛格统计区。市镇總面積261.89平方公里，2021年人口94,582。
該市镇北面和西面是科索沃，東北面是泰阿尔采市镇，東臨耶古诺夫采市镇，東南面是熱利諾市鎮，南毗布尔韦尼察市镇，西南面是博戈维涅市镇。

## 外部連結
- 官方网站  （馬其頓文）